# Шипохвостый скат

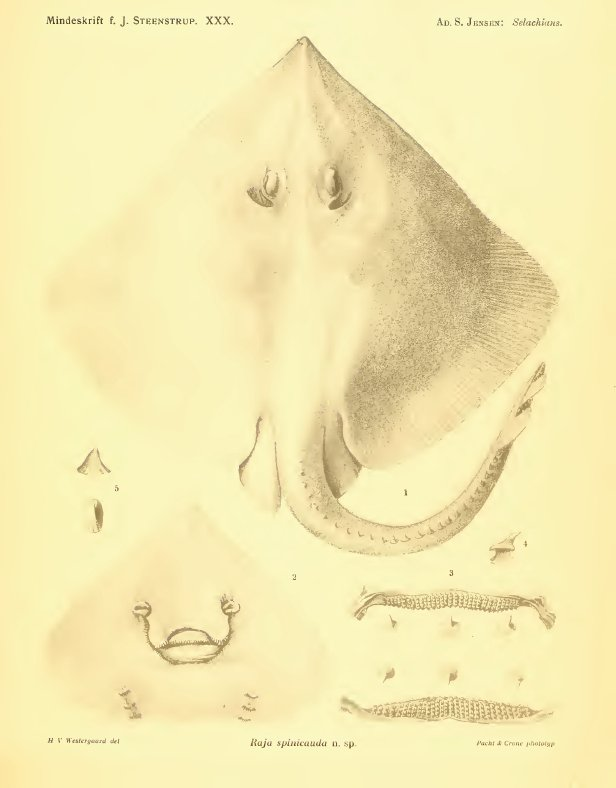
Оригинальное изображение шипохвостого ската в первом научном описании вида (1914)

Шипохвостый скат (лат. Bathyraja spinicauda) — вид хрящевых рыб рода глубоководных скатов семейства Arhynchobatidae отряда скатообразных. Обитают в северной части Атлантического океана между  80° с. ш. и 42 °C. ш. Встречаются на глубине до 1650 м. Их крупные, уплощённые грудные плавники образуют округлый диск со треугольным рылом. Максимальная зарегистрированная длина 182 см. Откладывают яйца. Рацион состоит из разных донных животных. Не представляют интереса для коммерческого промысла.

## Таксономия
Впервые вид был научно описан в 1914 году как Raja spinicauda. Видовой эпитет происходит от слов лат. spinus — «колючий кустарник», «терновник» и лат. cauda — «хвост».

## Ареал
Эти скаты обитают вдоль северо-атлантического материкового склона у побережья Канады, Гренландии Исландии, Норвегии, Великобритании и США, а также в Баренцевом море. Встречаются на глубине от 140 до 1650 м, чаще всего глубже 400 м, при температуре воды меньше 7,5 °C (в северо-западной Атлантике в основном при 2,5—5 °C, а в Баренцевом и Норвежском море больше 0 °C), в диапазоне солёности 34,5—35,5 ‰. В восточной части северной Атлантики молодняк встречается при более низкой температуре по сравнению с взрослыми скатами.

## Описание
Широкие и плоские грудные плавники этих скатов образуют ромбический диск с широким треугольным рылом и закруглёнными краями. Рыло заострённое. На вентральной стороне диска расположены 5 жаберных щелей, ноздри и рот. На хвосте имеются латеральные складки. У этих скатов 2 редуцированных спинных плавника и редуцированный хвостовой плавник. Максимальная зарегистрированная длина 182 см. В Баренцевом море максимальная длина пойманного шипохвостого ската составила 162 см при массе 29,1 кг. Диск гладкий за исключением колючек, расположенных по краям грудных плавников у самцов. Вдоль хвоста пролегает срединный ряд крупных колючек. Окраска дорсальной поверхности диска бледно-коричневого или голубоватого цвета без тёмных отметин. Вентральная поверхность белая с темноватыми пятнами, неравномерно разбросанными по краям грудных и брюшных плавников.

## Биология
Эмбрионы питаются исключительно желтком. Эти скаты откладывают яйца, заключённые в продолговатую роговую капсулу с твёрдыми «рожками» на концах.  Продолжительность беременности оценивают в 12 месяцев. Длина капсулы 50 см, без учёта 13,4—16,5 см, ширина 8—10,2 см. Размер развитого эмбриона внутри капсулы около 21 см.Время жизнь поколения оценивается в 20 лет.
Рацион состоит в основном из костистых рыб (морские окуни, спаровые, камбала-ёрш, треска, мойва, песчанковые). В Баренцевом море молодь питается донными беспозвоночными, а с возрастом доля костистых рыб в рационе возрастает до 90 %.

## Взаимодействие с человеком
Эти скаты не являются объектом целевого лова. Они попадаются в небольшом количестве в качестве прилова в ходе промысла Amblyraja radiata. Согласно данным исследований за период с 1978 по 1994 год в канадских водах численность шипохвостых скатов снизилась на 87,6 %, а размер пойманных скатов на 25,5 %. Крылья скатов употребляют в пищу. В Баренцевом море длина этих рыб в приловах варьируется от 46 до 162 см при среднем весе 8 кг. Максимальный прилов достигал 6 особей на ярус в районе Копытова, где они попадаются чаще всего. Международный союз охраны природы присвоил этому виду охранный статус «Близкий к уязвимому положению».